# Volume d'affari
Per volume d'affari del contribuente s'intende l'ammontare complessivo delle cessioni di beni e delle prestazioni di servizi dallo stesso effettuate, registrate o soggette a registrazione con riferimento ad un anno solare a norma degli art. 23 e 24 del DPR 633/72, tenendo conto delle variazioni indicate nell'articolo 26 del predetto DPR. (Art. 20 DPR 633/1972)
Tuttavia, non concorrono a formare il volume d'affari le cessioni di beni ammortizzabili, compresi quelli indicati nell'art. 2425 del Codice Civile, n.3, nonché i passaggi di cui all'ultimo comma dell'art.36 e le prestazioni di servizio rese a soggetti stabiliti in un altro Stato membro delle Comunità, non soggette all'imposta ai sensi dell'art. 7ter del DPR 633/72.
Dal 1º gennaio 2013 rientrano nel volume d'affari tutte le operazioni contenute negli art. da 7 a 7septies, operazioni che sono peraltro escluse dal conteggio del plafond IVA.
La nozione di volume d'affari è importante ai fini dell'IVA, infatti in relazione all'entità del volume d'affari mutano gli adempimenti formali cui il soggetto è sottoposto.